# Чувашские Кищаки
Чува́шские Кищаки (тат. Чуаш Киштәге, чув. Чăваш Киштекĕ) — село в Буинском районе Республики Татарстан. Административный центр Чувашско-Кищаковского сельского поселения.

## География
Находится в юго-западной части Татарстана на расстоянии приблизительно 20 км на юг-юго-запад по прямой от районного центра — города Буинск.

## История
Основано в середине XVII века.

В 1898 году открылась церковная школа грамоты.
Религия
По состоянию на 1900 год жители деревни Кищак (Чувашский Кищак), новокрещёные чуваши, были прихожанами церкви Покрова Пресвятой Богородицы в селе Новосёлки (Новые Бурундуки) (деревянная, построена на средства прихожан в 1861 году). 

В настоящее время в селе расположена часовня Михаила Архангела (2002, Чувашские Кищаки, перекрёсток улиц Школьная и Ленина).

## Население
Постоянных жителей насчитывалось: в 1859 году — 255, в 1897—595, в 1913—822, в 1920—821, в 1926—911, в 1938—953, в 1949—882, в 1958—910, в 1970—990, в 1979—924, в 1989—512. Постоянное население составляло 471 человек (чуваши 98 %) в 2002 году, в 2010 году — 398, в 2015—403.

## Инфраструктура
МФЦ: клуб на 100 мест, библиотека и ФАП.

## Уроженцы
- Савандеев Георгий Степанович[тат.] (1889, Чувашские Кищаки, Буинский уезд — 1949, Казань, в заключении) — партийный и государственный деятель. Участник революционных событий 1905 года, февраля и октября 1917 года, Первой мировой и Гражданской войн. С марта по октябрь 1921 года — ответственный (первый) секретарь Чувашского обкома РКП(б). В 1921—1926 годах — руководитель областной рабоче-крестьянской инспекции, председатель правления Чувашпотребсоюза, управляющий областным отделением Государственного банка, председатель товарной биржи «Акмарчувлес». В 1926—1937 годах — заместитель председателя Полторацкого сельхозбанка, управляющий Петрозаводской конторой Госбанка, управляющий Владимирским, Тамбовским и Рязанским отделениями Госбанка. В 1937 году репрессирован. Реабилитирован в 1959 году[9].
- Улендеев Александр Иванович (1915, Чувашские Кищаки, Буинский уезд — 1999, Ульяновск) — ветеринар. Работал главным ветеринарным врачом и заведующим ветеринарной лабораторией в Яльчикском районе (1938—1946), заведующим кафедрой эпизоотологии, доцентом Ивановского сельскохозяйственного института (1949—1956). В 1958—1995 годах сотрудник Пекинской сельскохозяйственной академии Китайской Народной Республики, доцент и заведующий кафедрой эпизоотологии, микробиологии и ветеринарно-санитарной экспертизы Ульяновского сельскохозяйственного института. Автор более 70 научных работ, заслуженный ветеринарный врач РСФСР. Награждён орденами Трудового Красного Знамени, «Знак Почёта»[10].